# Państwowa Akademia Nauk Stosowanych im. Ignacego Mościckiego w Ciechanowie
Państwowa Akademia Nauk Stosowanych im. Ignacego Mościckiego w Ciechanowie (wcześniej: Państwowa Wyższa Szkoła Zawodowa w Ciechanowie, Państwowa Uczelnia Zawodowa w Ciechanowie) – publiczna uczelnia zawodowa w Ciechanowie.

## Charakterystyka
Została utworzona na mocy Rozporządzenia Rady Ministrów z 24 lipca 2001 roku, z uprawnieniami do prowadzenia trzech specjalności: języka polskiego z logopedią, pielęgniarstwa i położnictwa.
Z dniem 1 października uczelnia zmieniła nazwę na Państwowa Uczelnia Zawodowa im. Ignacego Mościckiego w Ciechanowie, wybierając jednocześnie za patrona Ignacego Mościckiego, prezydenta II Rzeczypospolitej w latach 1926–1939.
PUZ prowadzi własną Bibliotekę Uczelnianą oraz wydawnictwo. W murach uczelni mieści się oddział Głównej Biblioteki Lekarskiej, który został przeniesiony z Kalisza do Ciechanowa w 2005.
W ramach działalności uczelni prowadzone są również następujące jednostki:
- Akademickie Biuro Karier „Partner” – zadaniem Biura jest, m.in. pozyskiwanie ofert pracy, organizowanie szkoleń, doradztwo zawodowe, monitorowanie losów zawodowych absolwentów;
- Akademickie Centrum Kształcenia – zespół jednostek szkoleniowych obejmujący przedszkole, szkołę podstawową, liceum i szkoły policealne;
- Uniwersytet Dziecięcy – zajmuje się prowadzeniem zajęć edukacyjnych dla dzieci z wykorzystaniem infrastruktury i kapitału PUZ.

PUZ uczestniczy w programie Erasmus+ oraz innych projektach finansowych ze środków Unii Europejskiej.
Rektorem uczelni, od 2020 roku, jest dr inż. Grzegorz Koc. W latach 2012–2020 rektorem był prof. dr hab. Leszek Zygner, który zastąpił na tym stanowisku prof. dr hab. inż. Andrzeja Kolasę (2002–2012). Pierwszym rektorem Uczelni był natomiast prof. dr hab. inż. Stanisław Mańkowski (2001–2002).

## Wydziały i kierunki kształcenia
Aktualnie PUZ oferuje możliwość kształcenia na dziesięciu kierunkach studiów pierwszego stopnia (studia licencjackie i inżynierskie), dwóch kierunkach studiów drugiego stopnia i jednego kierunku jednolitych studiów magisterskich. Kierunki te prowadzone są w ramach trzech wydziałów, w tym jednego jako filii w Mławie:
- Wydział Inżynierii i Ekonomii
  - Ekonomia (studia I stopnia – licencjackie)
    - specjalności: administracja i finanse sektora publicznego, bankowość i rynek finansowy, finanse i rachunkowość przedsiębiorstw zarządzanie i finanse w przedsiębiorstwie;

  - Informatyka (studia I stopnia – inżynierskie)
    - specjalności: informatyka w procesach biznesowych, inżynieria systemów oprogramowania (ISO-CSE In English);

  - Inżynieria środowiska (studia I stopnia – inżynierskie)
    - specjalności: inżynieria komunalna, sieci i instalacje płynowe, technologie energetyczne;

  - Mechanika i Budowa maszyn (studia I stopnia – inżynierskie)
    - specjalności: inżynieria produkcji, maszyny i urządzenia energetyczne, mechatronika;

  - Rolnictwo (studia I stopnia – inżynierskie)
    - specjalności: mechanizacja rolnictwa, ochrona środowiska przyrodniczego, zarządzanie w agrobiznesie;

  - Zarządzanie (studia II stopnia)

- Wydział Nauk o Zdrowiu i Nauk Społecznych
  - Pedagogika przedszkolna i wczesnoszkolna (jednolite studia magisterskie);
  - Pielęgniarstwo (studia I stopnia – licencjackie oraz studia II stopnia);
  - Praca socjalna (studia I stopnia – licencjackie)
    - specjalności: praca socjalna w obszarze przemocy i uzależnień, praca socjalna w pomocy społecznej

- Filia PUZ w Mławie – Wydział Nauk Technicznych i Społecznych
  - Bezpieczeństwo wewnętrzne (studia I stopnia – licencjackie)
    - specjalności: bezpieczeństwo informacyjne, rzecznik prasowy służb mundurowych, zarządzanie kryzysowe;

  - Elektronika i Telekomunikacja (studia I stopnia – inżynierskie)
    - specjalności: elektronika przemysłowa, teleinformatyka;

  - Logistyka (studia I stopnia – licencjackie)
    - specjalności: logistyka i spedycja w transporcie drogowym, logistyka w przedsiębiorstwie przemysłowym